# Alistair Hudson
Alistair Hudson (* 1969) ist ein britischer Kurator und Museumsleiter und seit 1. April 2023 wissenschaftlich-künstlerischer Vorstand des Zentrum für Kunst und Medien Karlsruhe.

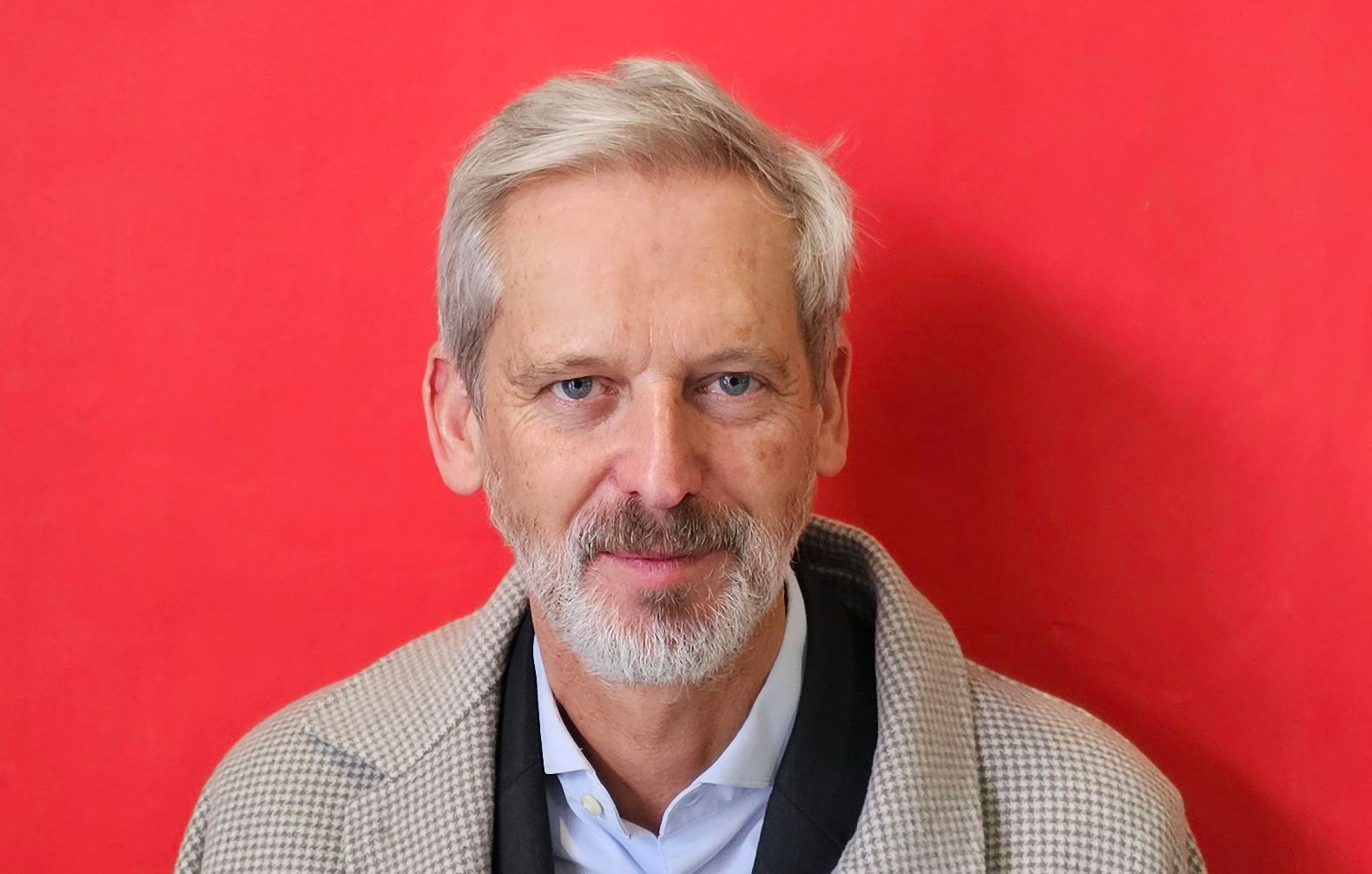
Alistair Hudson am Digital Arts Festival DA-Z.2024 in Zürich

## Leben
Nach seinem Studium am Goldsmiths College (1988–1991), war Alistair Hudson von 1994 bis 2000 an der Anthony d’Offay Gallery London tätig und von 2000 bis 2004 an der Government Art Collection. Von 2004 bis 2015 war Hudson stellvertretender Direktor von Grizedale Arts in Coniston im Lake District, von 2014 bis 2018 Direktor des MIMA, Middlesbrough Institute of Modern Art. Von 2018 bis 2022 leitete er als Direktor die Whitworth Art Gallery und die Manchester Art Gallery.
Seit dem 1. April ist Alistair Hudson wissenschaftlich-künstlerischer Vorstand des Zentrum für Kunst und Medien Karlsruhe. Zusammen mit Tania Bruguera ist er Co-Direktor der Asociación de Arte Útil.

## Wirken
Hudson verfolgt das Konzept des „nützlichen Museums“, einer Institution, die sich der Förderung von Kunst als Instrument für Bildung und sozialen Wandel widmet. Diese Vision entwickelte er bereits in seiner Zeit als stellvertretender Direktor von Grizedale Arts durch Formen der Zusammenarbeit mit Künstlern und Gemeinden, die auf der Idee beruhten, dass Kunst nützlich und nicht nur ein Objekt der Kontemplation sein sollte.
Zu den wichtigsten Projekten in der Zeit bei Grizedale Arts gehören unter anderem Romantic Detachment (2004–2005) ein Projekt, das Hudson zusammen mit Sarah Glennie und Mark Beasley am MoMA PS1, New York realisierte, Happystacking (2009), eine Kooperation Vitamin Creative Space an einem Projekt für das Dorf Nanling in der Provinz Guangdong in China sowie der Entwurf einer neuen öffentlichen Leihbibliothek durch Liam Gillick für das Coniston Mechanics Institute (2012) und die Ausstellung Confessions of the Imperfect: 1848–1989 (2015) am Van Abbemuseum.

## Publikationen
- Post-exhibitionary, in: Glossary of Common Knowledge, März 2022, online
- Wie soll es weitergehen? Das Middlesbrough Institute of Modern Art als Modell für eine andere Praxis der Institutionen, in: Susanne Gaensheimer (Hrsg.): Wem gehört das Museum? museum global - Perspektiven zur Kunstvermittlung, Wienand, Köln, 2020, S. 46–53.
- Ruskin unleashed: towards a revised political economy of art or Joy for ever: How to use art to change the world (and its price beyond the market), in: Journal of Art Historiography, Nr. 22, Juni 2020, PDF
- An Extended Lecture on Tree Twigs: Towards an Ecology of Aesthetics, in: Reclaiming Art / Reshaping Democracy – The New Patrons & Participatory Art, Les Presses du Réel, 2017 und in Nick Aikens, Thomas Lange u. a. (Hrsg.): What’s the use? Constellations of Art, History and Knowledge - A Critical Reader, Valiz, Amsterdam, 2017, S. 32–48.
- Mit Robert Eikmeyer (Hrsg.): Jeremy Deller. Social surrealism: Original Recordings, Verlag für Moderne Kunst, Nürnberg, 2011, 1 Audio-CD (49 Min.).
- The useful museum in post-artistic times, in: Art museum practice in times of micro-narratives, Kunstmuseum Liechtenstein, Vaduz, 2018, S. 46–53.